# Amanda Anisimova
Amanda Anisimova (født 31. august 2001 i Freehold Township, New Jersey, USA) er en professionel kvindelig tennisspiller fra USA.